# 红透山镇
红透山镇，是中华人民共和国辽宁省抚顺市清原满族自治县下辖的一个乡镇级行政单位。

## 行政区划
红透山镇下辖以下地区：
坑口社区、南山社区、团山社区、新区社区、树基沟社区、苍石社区、沔阳村、六家子村、栏木桥村、北杂木村、沿水沟村、下大堡村、苍石村和红透山村。